# Wongarbon
Wongarbon är en ort i Australien. Den ligger i kommunen Dubbo Municipality och delstaten New South Wales, i den sydöstra delen av landet, omkring 280 kilometer nordväst om delstatshuvudstaden Sydney. Antalet invånare är 449.
Närmaste större samhälle är Dubbo, omkring 18 kilometer nordväst om Wongarbon. 
Trakten runt Wongarbon består i huvudsak av gräsmarker. Runt Wongarbon är det mycket glesbefolkat, med 2 invånare per kvadratkilometer. Genomsnittlig årsnederbörd är 702 millimeter. Den regnigaste månaden är februari, med i genomsnitt 121 mm nederbörd, och den torraste är oktober, med 12 mm nederbörd.